# Zamonth
Zamonth hoặc Samont (người con trai của Monthu) là một vị tể tướng của Ai Cập cổ đại. Ông đã nắm giữ chức vụ này vào giai đoạn cuối của Vương triều thứ 12, khoảng năm 1800 TCN.

## Tiểu sử
| mn · n · T | G39 |

| mn · n · T | G39 |

Zamonth được biết đến từ một tấm bia đá, ông được miêu tả là đang ngồi phía trước một bàn lễ vật trên tấm bia đá này. Ngày nay nó được trưng bày tại bảo tàng Ai Cập ở Cairo. Mẹ của Zamonth là một người phụ nữ có tên là Zatip. Một cái miệng của Nekhen Zamonth cùng với người mẹ có cùng tên như trên cũng xuất hiện trên vài bản khắc đá được tìm thấy ở Hạ Nubia. Chúng có niên đại vào năm thứ 6 và thứ 9 của Amenemhat III và thuật lại một chiến dịch quân sự nhỏ chống lại Nubia. Dường như các nguồn trên đều cùng nhắc đến một người và các bản khắc ở Nubia thuộc về giai đoạn trước khi ông được phong làm tể tướng.
Một nhà nguyện lễ vật của Senwosret (Vienna AS 198) có thể là thuộc về một bầy tôi của Zamonth, ông ta giữ tước hiệu là người tường thuật của tể tướng. Ngoài ra, một người khác có tên và tước hiệu như vậy cũng được nhắc đến trên tấm bia đá ở Cairo (CG 20102).

### Gia đình
Zamonth đã cưới một người tên là Henutpu. Những người con của họ bao gồm:
- Senebtifi. Tấm bia đá của Zamonth miêu tả người con trai của ông đứng đối diện với ông. Những dòng chữ khắc cho biết rằng ông ta là quan giữ ấn của hoàng gia và tư tế của Amun Senebtifi.[1]
- Ankhu là một vị tể tướng và có thể cũng là con trai của Zamonth. Vợ của Zamonth có tên là Henutpu trong khi mẹ của Ankhu lại có tên là Henut, đây có thể là cách viết tắt. Ngoài ra, người ta còn biết rằng Ankhu là con trai của một vị tể tướng.[1]